# A magyar labdarúgó-válogatott mérkőzései 1935-ben
A magyar labdarúgó-válogatottnak 1935-ben hét mérkőzése volt, ebből négy Európa-kupa és három barátságos. Három győzelem, két döntetlen és két vereség volt a mérleg.
Szövetségi kapitányok:
- Dietz Károly dr.

## Eredmények
| 184. mérkőzés 1935. április 14. Európa-kupa | Svájc                                               | 6 – 2             | Magyarország               | Zürich Nézőszám: 30 000 Játékvezető: Walter Lewington (ENG) |
| 184. mérkőzés 1935. április 14. Európa-kupa | Jaeck 8' Kielholz 21' 35' 59' Abegglen III. 40' 65' | (4 – 0) Részletek | Cseh II 61' 72' (11-esből) | Zürich Nézőszám: 30 000 Játékvezető: Walter Lewington (ENG) |

| 185. mérkőzés 1935. május 12. | Magyarország                              | 6 – 3             | Ausztria                                  | FTC-pálya, Budapest Nézőszám: 32 000 Játékvezető: Rinaldo Barlassina (ITA) |
| 185. mérkőzés 1935. május 12. | Titkos 5' 13' Sárosi 7' 72' 76' Toldi 79' | (3 – 2) Részletek | Hahnreitter 16' Zischek 27' Durspeckt 58' | FTC-pálya, Budapest Nézőszám: 32 000 Játékvezető: Rinaldo Barlassina (ITA) |

| 186. mérkőzés 1935. május 19. | Franciaország    | 2 – 0             | Magyarország | Párizs Nézőszám: 25 000 Játékvezető: Walter Lewington (ENG) |
| 186. mérkőzés 1935. május 19. | Courtois 37' 70' | (1 – 0) Részletek |              | Párizs Nézőszám: 25 000 Játékvezető: Walter Lewington (ENG) |

| 187. mérkőzés 1935. szeptember 22. Európa-kupa | Magyarország | 1 – 0             | Csehszlovákia | MTK-pálya, Budapest Nézőszám: 22 000 Játékvezető: John Langenus (BEL) |
| 187. mérkőzés 1935. szeptember 22. Európa-kupa | Markos 60'   | (0 – 0) Részletek |               | MTK-pálya, Budapest Nézőszám: 22 000 Játékvezető: John Langenus (BEL) |

| 188. mérkőzés 1935. október 6. Európa-kupa | Ausztria                      | 4 – 4             | Magyarország                      | Bécs Nézőszám: 40 000 Játékvezető: Karl Wunderlin (SUI) |
| 188. mérkőzés 1935. október 6. Európa-kupa | Bican 7' 56' 60' Hoffmann 22' | (2 – 4) Részletek | Toldi 6' Vincze 8' 30' Sárosi 21' | Bécs Nézőszám: 40 000 Játékvezető: Karl Wunderlin (SUI) |

| 189. mérkőzés 1935. november 10. | Magyarország                                        | 6 – 1             | Svájc            | FTC-pálya, Budapest Nézőszám: 16 000 Játékvezető: Rinaldo Barlassina (ITA) |
| 189. mérkőzés 1935. november 10. | Cseh II 21' Toldi 39' Vincze 44' 90' Sárosi 66' 82' | (3 – 0) Részletek | Abegglen III 72' | FTC-pálya, Budapest Nézőszám: 16 000 Játékvezető: Rinaldo Barlassina (ITA) |

| 190. mérkőzés 1935. november 24. Európa-kupa | Olaszország              | 2 – 2             | Magyarország   | Stadio Civico Arena, Milánó Nézőszám: 45 000 Játékvezető: Hans Wütherich (SUI) |
| 190. mérkőzés 1935. november 24. Európa-kupa | Colaussi 70' Ferrari 71' | (0 – 1) Részletek | Sárosi 43' 78' | Stadio Civico Arena, Milánó Nézőszám: 45 000 Játékvezető: Hans Wütherich (SUI) |